# Keisarinnankivi
Keisarinnankivi (littéralement Mémorial de l'Impératrice) est un monument-mémorial de la capitale finlandaise Helsinki. Il rappelle une visite de la tsarine russe Alexandra Feodorovna.

## Emplacement
Le monument est situé en centre-ville sur la place du marché de Kauppatori, juste à côté du port du sud d'Helsinki.

## Conception et histoire
Le mémorial a été créé par Carl Ludwig Engel en 1835 et commémore la première visite de la tsarine Alexandra Feodorovna à Helsinki à l'été 1833. La Finlande faisait alors partie de l'Empire russe.
Le monument est conçu comme un obélisque et a été placé à l'endroit où la tsarine a débarqué à Helsinki le 10 juin 1833.
L'obélisque est en granite rouge. 
Il est couronné d'un globe de bronze sur lequel trône l'aigle russe bicéphale emblème de la Russie impériale.
Sur la poitrine de l'aigle, il y a le blason du Grand-duché de Finlande.
L'aigle doré est conçu par le peintre d'oiseaux Magnus von Wright.
Le mémorial a été inauguré le 18 décembre 1835. 
Un texte latin est gravé sur le côté sud du piédestal et un texte finnois sur le côté nord, ce qui explique le but du monument. 
Au moment de l'érection de la statue, il était exceptionnel d'utiliser le finnois dans un tel contexte, car les langues officielles étaient le suédois et le russe. 
La langue finnoise n'a été officialisée qu'en 1883. 
Les textes sont :
« 
- IMPERATRICI ALEXANDRAE METROPOLIN FINLANDIAE primum adventanti die XXIX Majj X Junii MDCCCXXXIII
- KEISARINNA ALEXANDRALLE SUOMEN PÄÄˍKAUPUNGISSA ensikerran käyneelle XXIX. p: Touko- X. p: kesä-kuussa MDCCCXXXIII

 »
Le 17 avril 1917, des soldats révolutionnaires russes détruisent le sommet de l'obélisque. 
Ils abattent la boule de bronze et le double aigle du monument et enlèvent les inscriptions du piédestal. 
Le double aigle est cassé, mais il sera réparé et remis en place avec sa boule sous-jacente, en 1971, après avoir consulté l'Union soviétique et s'être assuré que le pays voisin n'avait rien contre sa présence.
La boule de bronze a été redorée en 2000 pour célébrer le 450ème anniversaire d'Helsinki alors capitale européenne de la culture.

## Galerie

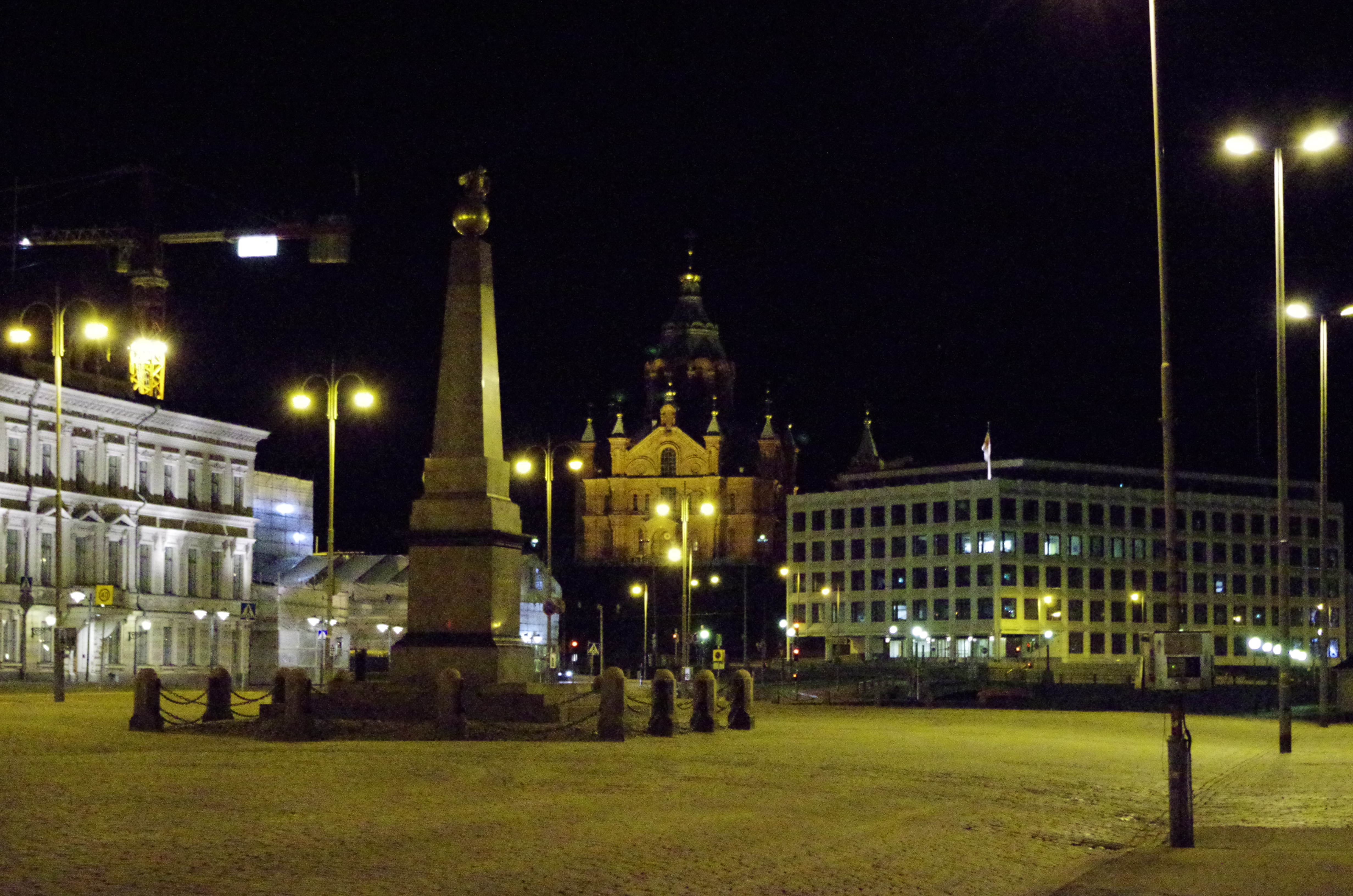
L'obélisque de nuit.
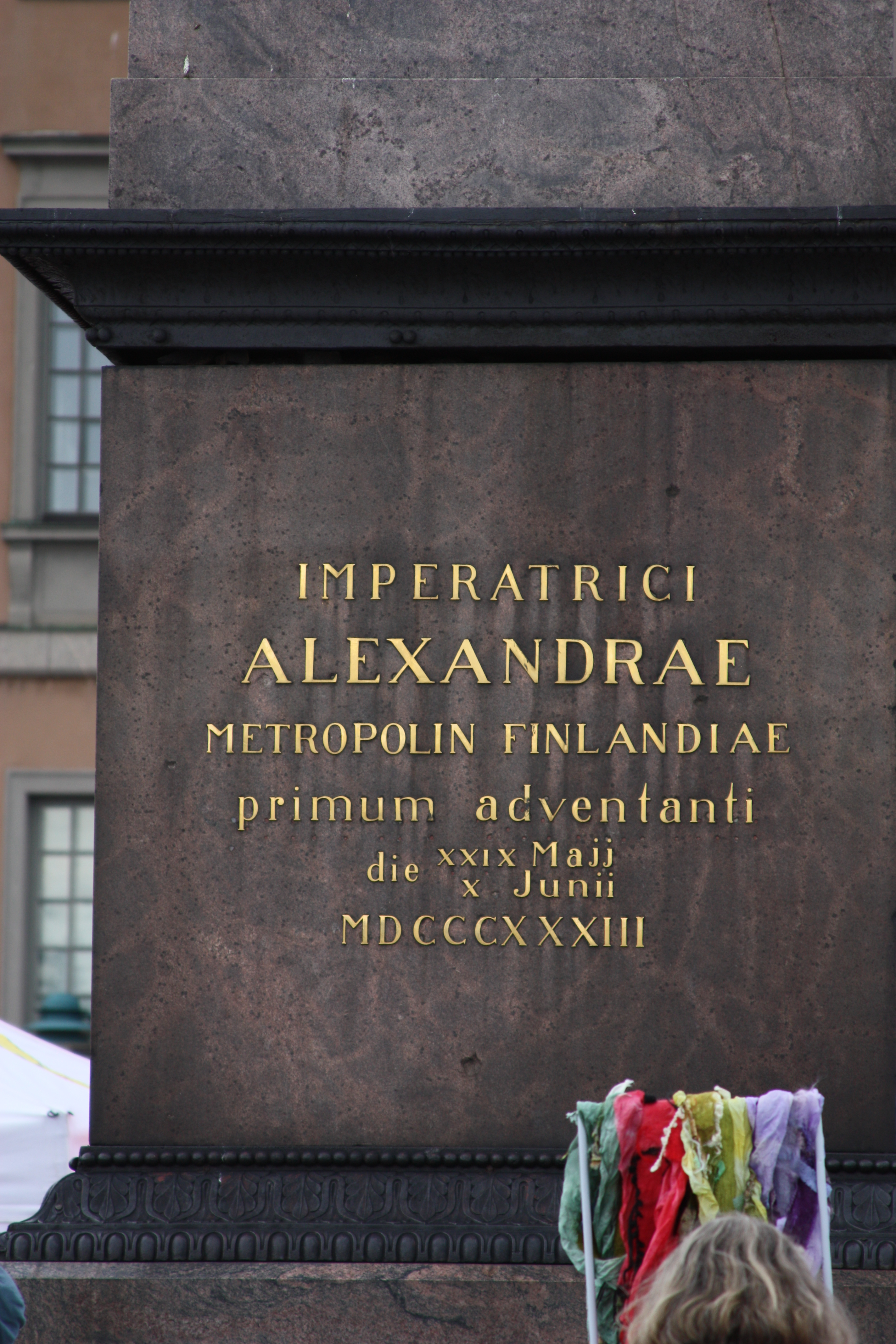
Le piédestal.
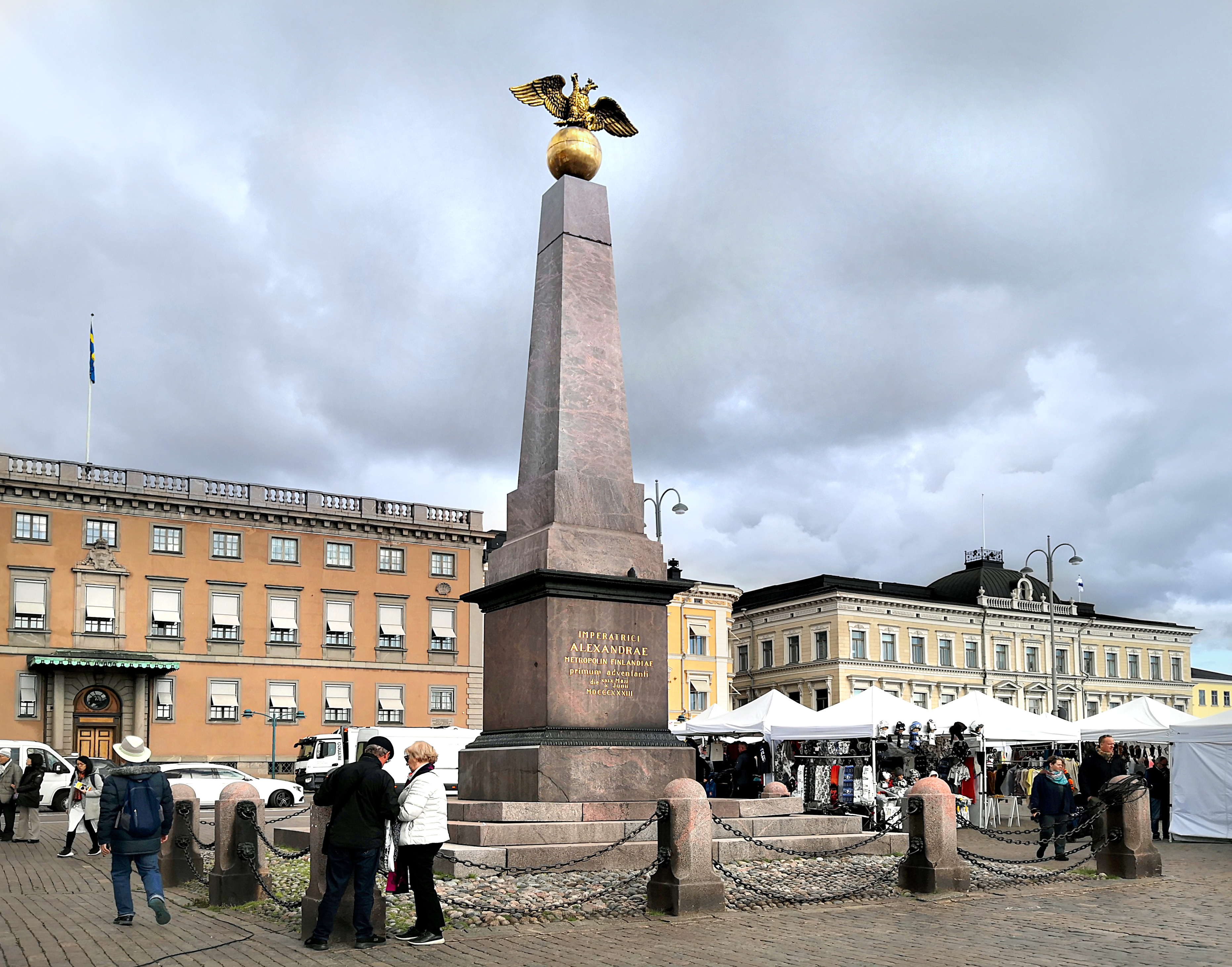
L'obélisque et étals du marché.
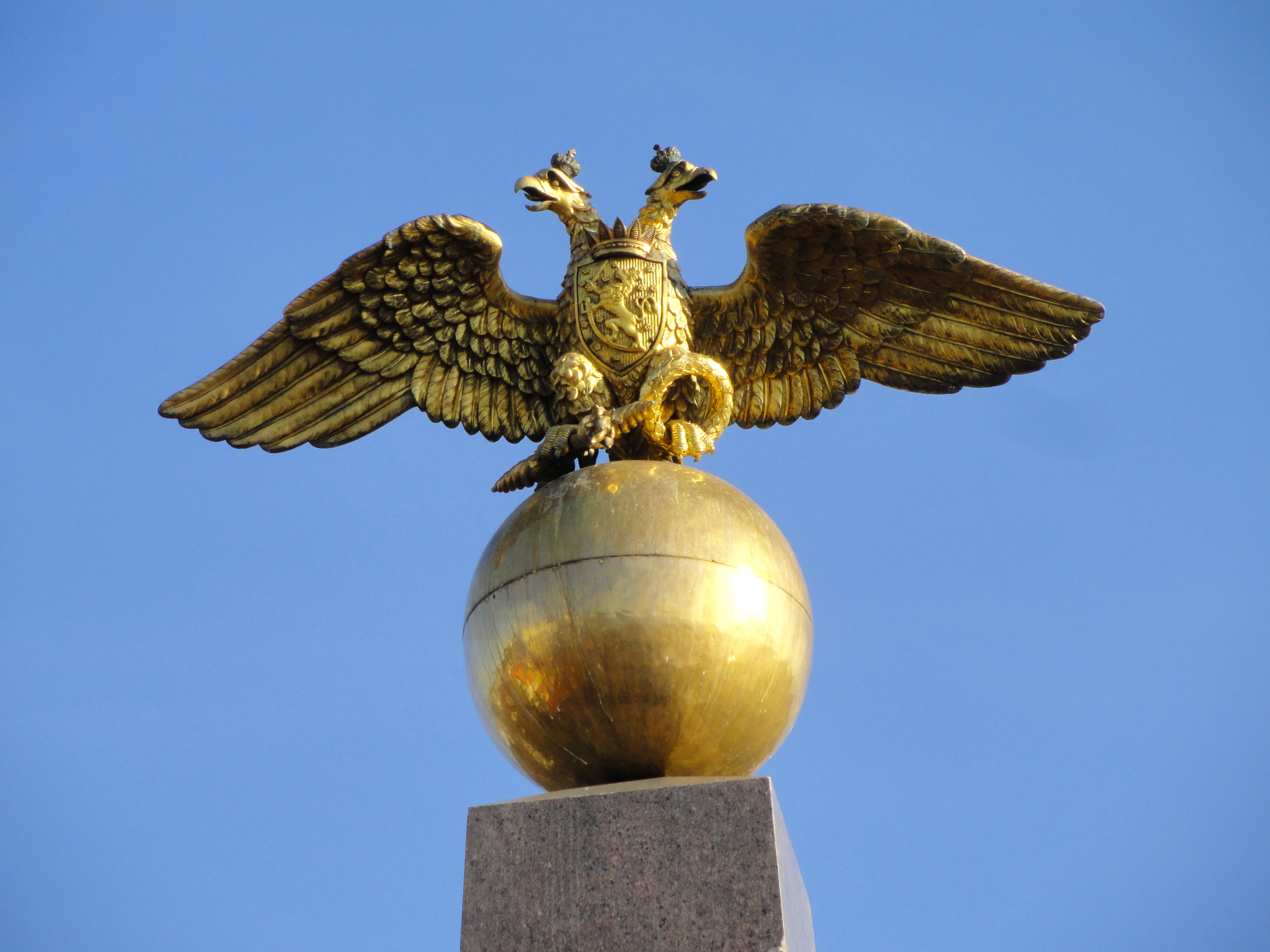
L'aigle.